# Кметчета
Кметчета е село в Северна България. То се намира в община Габрово, област Габрово.

## География
Село Кметчета се намира на около 9 km север-североизточно от центъра на град Габрово, 3 km северно от село Донино и 8 km югозападно от Дряново. Разположено е в източната част на платото Стражата, в близост със селата Велковци от запад и Лесичарка от изток. Надморската височина в южния край на селото е около 525 – 530 m, а в северния намалява до около 500 m. Общински път, започващ от кръстовище в село Велково с третокласния републикански път III-5002, минава през село Кметчета и след село Лесичарка на изток прави връзка с първокласния републикански път I-5 (Русе – Велико Търново – Дряново – Габрово – Казанлък – ГКПП Маказа - Нимфея), частично съвпадащ с Европейски път Е85.

## Население
Населението на село Кметчета наброява 50 души при преброяването към 1934 г., намалява до 4 към 1992 г. и наброява 8 души (по текущата демографска статистика за населението) към 2019 г.
Преброяване на населението през 2011 г.
Численост и дял на етническите групи според преброяването на населението през 2011 г.:
|                     | Численост | Дял (в %) |
| Общо                | 3         | 100,00    |
| Българи             | 3         | 100,00    |
| Турци               | 0         | 0,00      |
| Цигани              | 0         | 0,00      |
| Други               | 0         | 0,00      |
| Не се самоопределят | 0         | 0,00      |
| Неотговорили        | 0         | 0,00      |

## Галерия
- село Кметчета – изглед от селото и полята над него към село Лисичарка
- село Кметчета – изглед на наскоро реновираната чешма